# 穐山茉由
穐山 茉由（あきやま まゆ、1982年 - ）は、日本の映画監督・脚本家。東京都生まれ。

## 人物・来歴
大妻女子大学の被服学科を卒業後、OEMメーカーに就職。当時ケイト・スペードニューヨークを取り扱っていたサンエーインターナショナルに転職後、ケイト・スペード ニューヨークのPRとして勤務。
30歳の時に映画美学校のフィクションコースに夜間と土日を使って通い始め､修了制作『ギャルソンヌ -2つの性を持つ女-』が田辺・弁慶映画祭に入選。
2018年に長編デビュー作『月極オトコトモダチ』がMOOSIC LAB2018で長編部門グランプリほか４冠を受賞､第31回東京国際映画祭日本映画スプラッシュ部門に正式出品された。
2021年には､監督・脚本を務めたオリジナル作品であり、商業映画デビュー作である『シノノメ色の週末』が第31回日本映画批評家大賞・「新人監督賞」を受賞している。
2022年に公開された映画『左様なら今晩は』では脚本を担当した。     
2024年には、テレビドラマ『春になったら』（関西テレビ）の監督を務めた。     

## 作品

### テレビドラマ
- 『春になったら』（2024年1月15日 - 3月25日、関西テレビ）第4話・第5話・第10話 - 監督[11][12][13]
- 『マイダイアリー』（2024年10月20日 - 12月22日、朝日放送テレビ）第1話・第2話 - 演出

### 映画
- 『月極オトコトモダチ』（2019年6月8日公開、SPOTTED PRODUCTIONS） - 監督・脚本[6]

- 『蒲田前奏曲』呑川ラプソディ（2020年9月25日公開、和エンタテインメント） - 監督[14][15]

- 『シノノメ色の週末』（2021年11月5日公開、イオンエンターテイメント） - 監督・脚本[16]

- 『左様なら今晩は』（2022年11月11日公開、パルコ） - 脚本[8]

- 『人生に詰んだ元アイドルは、赤の他人のおっさんと住む選択をした』（2023年11月3日公開、日活・KDDI） - 監督[17]

### 短編映画
- 『ギャルソンヌ -2つの性を持つ女-』フィクション・コース第18期高等科修了制作作品・第11回田辺・弁慶映画祭2017入選作品[2]。

- 『嬉しくなっちゃって』（2019年12月27日配信） - 監督・脚本[18]

### ウェブドラマ
- 猿に会う（2020年4月10日 - 18日、dTV） - 脚本[19]

### MV
- 入江陽「5月」（2020年5月配信） - ディレクター[20]
- 佐藤ミキ「東雲の空」（映画「シノノメ色の週末」主題歌､22021年10月配信）- 監督・編集

### 小説
- 穐山茉由『シノノメ色の週末』（2021年11月5日発売、主婦の友社、ISBN 978-4-07-450536-4）[21]

## 受賞歴
- 第11回田辺・弁慶映画祭コンペ部門・入選『ギャルソンヌ -2つの性を持つ女-』[5]
- MOOSIC LAB2018・長編部門グランプリ『月極オトコトモダチ』[6]

（長編部門グランプリのほか､最優秀男優賞〈橋本淳〉、女優賞〈徳永えり〉、ミュー ジシャン賞〈BOMIと入江陽〉の4冠）
- 第31回日本映画批評家大賞・「新人監督賞」『シノノメ色の週末』[7]